# Дадал
Дадал (монг.: Дадал) — сомон аймаку Хентій, Монголія. Площа 4727 км², населення 2,8 тис., здебільшого буряти. Центр сомону селище Баян овоо лежить за 585 км від Улан-Батора, за 254 км від міста Ундерхаан.

## Рельєф
Гори висотою 1400-1600 м (Бугат, Шувуут, Сантхан та ін). По території сомону протікають річки Онон (120 км), Балж, Галттай, Агац та ін., є озера Цагаан, Хурхрее, Овгот.

## Клімат
Клімат різко континентальний. Щорічні опади — 360 мм, середня температура січня −27°С, середня температура липня +18°С.

## Природа
Листяні та соснові ліси. Водяться лисиці, ведмеді, олені, лосі, кабани, рисі.

## Корисні копалини
Добувають кам’яне вугілля, сіль.

## Сільське господарство
Кормові культури, овочі, картопля

## Соціальна сфера
Є школа, лікарня, торговельно-культурні заклади.